# Román Castillo
Román Rubilio Castillo Alvarez (La Ceiba, 26 novembre 1991) è un calciatore honduregno, attaccante del Nantong Zhiyun.

## Carriera

### Club
Ha sempre giocato nella massima serie del campionato honduregno.

### Nazionale
Ha esordito con la nazionale honduregna nel 2015.

## Statistiche

### Cronologia presenze e reti in nazionale
| Cronologia completa delle presenze e delle reti in nazionale ― Honduras | Cronologia completa delle presenze e delle reti in nazionale ― Honduras | Cronologia completa delle presenze e delle reti in nazionale ― Honduras | Cronologia completa delle presenze e delle reti in nazionale ― Honduras | Cronologia completa delle presenze e delle reti in nazionale ― Honduras | Cronologia completa delle presenze e delle reti in nazionale ― Honduras | Cronologia completa delle presenze e delle reti in nazionale ― Honduras | Cronologia completa delle presenze e delle reti in nazionale ― Honduras |
| Data                                                                    | Città                                                                   | In casa                                                                 | Risultato                                                               | Ospiti                                                                  | Competizione                                                            | Reti                                                                    | Note                                                                    |
| ----------------------------------------------------------------------- | ----------------------------------------------------------------------- | ----------------------------------------------------------------------- | ----------------------------------------------------------------------- | ----------------------------------------------------------------------- | ----------------------------------------------------------------------- | ----------------------------------------------------------------------- | ----------------------------------------------------------------------- |
| 5-2-2015                                                                | San Pedro Sula                                                          | Honduras                                                                | 2 – 3                                                                   | Venezuela                                                               | Amichevole                                                              | -                                                                       | 61’                                                                     |
| 12-2-2015                                                               | Barinas                                                                 | Venezuela                                                               | 2 – 1                                                                   | Honduras                                                                | Amichevole                                                              | -                                                                       | 20’ 36’                                                                 |
| 30-3-2015                                                               | San Pedro Sula                                                          | Honduras                                                                | 3 – 0                                                                   | Guyana francese                                                         | Qual. Gold Cup 2015                                                     | -                                                                       | 58’                                                                     |
| 31-5-2015                                                               | Washington                                                              | Honduras                                                                | 2 – 0                                                                   | El Salvador                                                             | Amichevole                                                              | -                                                                       | 73’                                                                     |
| 7-6-2015                                                                | Asuncion                                                                | Paraguay                                                                | 2 – 2                                                                   | Honduras                                                                | Amichevole                                                              | 1                                                                       | 58’                                                                     |
| 1-7-2015                                                                | Houston                                                                 | Honduras                                                                | 0 – 0                                                                   | Messico                                                                 | Amichevole                                                              | -                                                                       | 70’                                                                     |
| 14-7-2015                                                               | Kansas City                                                             | Haiti                                                                   | 1 – 0                                                                   | Honduras                                                                | Gold Cup 2015 - 1º turno                                                | -                                                                       | 62’                                                                     |
| 4-9-2015                                                                | Puerto Ordaz                                                            | Venezuela                                                               | 0 – 3                                                                   | Honduras                                                                | Qual. Mondiali 2018                                                     | 1                                                                       | 71’                                                                     |
| 9-10-2015                                                               | Tegucigalpa                                                             | Honduras                                                                | 1 – 0                                                                   | Guatemala                                                               | Amichevole                                                              | -                                                                       | 70’                                                                     |
| 14-10-2015                                                              | San Pedro Sula                                                          | Honduras                                                                | 1 – 1                                                                   | Sudafrica                                                               | Amichevole                                                              | -                                                                       | 69’                                                                     |
| 14-11-2015                                                              | Vancouver                                                               | Canada                                                                  | 1 – 0                                                                   | Honduras                                                                | Qual. Mondiali 2018                                                     | -                                                                       |                                                                         |
| 17-11-2015                                                              | San Pedro Sula                                                          | Honduras                                                                | 0 – 2                                                                   | Messico                                                                 | Qual. Mondiali 2018                                                     | -                                                                       | 61’                                                                     |
| 15-1-2017                                                               | Panama                                                                  | El Salvador                                                             | 1 – 2                                                                   | Honduras                                                                | Coppa Centroamericana 2017 - Fase a gironi                              | 2                                                                       |                                                                         |
| 18-1-2017                                                               | Panama                                                                  | Panama                                                                  | 0 – 1                                                                   | Honduras                                                                | Coppa Centroamericana 2017 - Fase a gironi                              | -                                                                       | 83’                                                                     |
| 21-1-2017                                                               | Panama                                                                  | Honduras                                                                | 1 – 1                                                                   | Costa Rica                                                              | Coppa Centroamericana 2017 - Fase a gironi                              | -                                                                       | 83’                                                                     |
| 17-2-2017                                                               | Houston                                                                 | Honduras                                                                | 0 – 1                                                                   | Giamaica                                                                | Amichevole                                                              | -                                                                       | 62’                                                                     |
| 22-2-2017                                                               | Guayaquil                                                               | Ecuador                                                                 | 3 – 1                                                                   | Honduras                                                                | Amichevole                                                              | -                                                                       | 69’                                                                     |
| 16-3-2017                                                               | San Pedro Sula                                                          | Honduras                                                                | 2 – 0                                                                   | Nicaragua                                                               | Amichevole                                                              | -                                                                       | 46’                                                                     |
| 8-10-2017                                                               | San José                                                                | Costa Rica                                                              | 1 – 1                                                                   | Honduras                                                                | Qual. Mondiali 2018                                                     | -                                                                       | 90’                                                                     |
| 28-5-2018                                                               | Daegu                                                                   | Corea del Sud                                                           | 2 – 0                                                                   | Honduras                                                                | Amichevole                                                              | -                                                                       | 90’                                                                     |
| 3-6-2018                                                                | Houston                                                                 | El Salvador                                                             | 1 – 0                                                                   | Honduras                                                                | Amichevole                                                              | -                                                                       | 46’                                                                     |
| 6-6-2019                                                                | Asuncion                                                                | Paraguay                                                                | 1 – 1                                                                   | Honduras                                                                | Amichevole                                                              | -                                                                       | 88’                                                                     |
| 18-6-2019                                                               | Kingston                                                                | Giamaica                                                                | 3 – 2                                                                   | Honduras                                                                | Gold Cup 2019 - 1º turno                                                | 1                                                                       | 73’                                                                     |
| 22-6-2019                                                               | Houston                                                                 | Honduras                                                                | 0 – 1                                                                   | Curaçao                                                                 | Gold Cup 2019 - 1º turno                                                | -                                                                       | 46’                                                                     |
| 26-6-2019                                                               | Los Angeles                                                             | Honduras                                                                | 4 – 0                                                                   | El Salvador                                                             | Gold Cup 2019 - 1º turno                                                | 1                                                                       | 89’                                                                     |
| 18-11-2019                                                              | San Pedro Sula                                                          | Honduras                                                                | 4 – 0                                                                   | Trinidad e Tobago                                                       | CONCACAF Nations League 2019-2020 - 1º turno                            | -                                                                       | 85’                                                                     |
| 11-10-2020                                                              | Comayagua                                                               | Honduras                                                                | 1 – 0                                                                   | Nicaragua                                                               | Amichevole                                                              | -                                                                       | 72’                                                                     |
| 13-11-2021                                                              | San Pedro Sula                                                          | Honduras                                                                | 2 – 3                                                                   | Panama                                                                  | Qual. Mondiali 2022                                                     | -                                                                       | 89’                                                                     |
| 17-11-2021                                                              | San José                                                                | Costa Rica                                                              | 2 – 1                                                                   | Honduras                                                                | Qual. Mondiali 2022                                                     | -                                                                       | 89’                                                                     |
| 14-6-2022                                                               | San Pedro Sula                                                          | Honduras                                                                | 0 – 2                                                                   | Canada                                                                  | CONCACAF Nations League 2022-2023 - 1º turno                            | -                                                                       | 76’                                                                     |
| 16-6-2023                                                               | Washington                                                              | Honduras                                                                | 0 – 1                                                                   | Venezuela                                                               | Amichevole                                                              | -                                                                       | 63’                                                                     |
| 26-6-2023                                                               | Houston                                                                 | Messico                                                                 | 4 – 0                                                                   | Honduras                                                                | Gold Cup 2023 - 1º turno                                                | -                                                                       | 76’                                                                     |
| 30-6-2023                                                               | Phoenix                                                                 | Qatar                                                                   | 1 – 1                                                                   | Honduras                                                                | Gold Cup 2023 - 1º turno                                                | -                                                                       | 46’ 90’                                                                 |
| 7-6-2024                                                                | Tegucigalpa                                                             | Honduras                                                                | 3 – 1                                                                   | Cuba                                                                    | Qual. Mondiali 2026                                                     | 1                                                                       | 77’                                                                     |
| 16-6-2024                                                               | East Hartford                                                           | Ecuador                                                                 | 2 – 1                                                                   | Honduras                                                                | Amichevole                                                              | -                                                                       | 46’                                                                     |
| 7-9-2024                                                                | Tegucigalpa                                                             | Honduras                                                                | 4 – 0                                                                   | Trinidad e Tobago                                                       | CONCACAF Nations League 2024-2025 - 1º turno                            | -                                                                       | 67’                                                                     |
| 19-11-2024                                                              | Toluca                                                                  | Messico                                                                 | 4 – 0                                                                   | Honduras                                                                | CONCACAF Nations League 2024-2025 - Quarti di finale                    | -                                                                       | 77’ 90+2’                                                               |
| Totale                                                                  |                                                                         | Presenze                                                                | 37                                                                      |                                                                         | Reti                                                                    | 7                                                                       |                                                                         |